# Heiliggeistkirche (Flensburg)

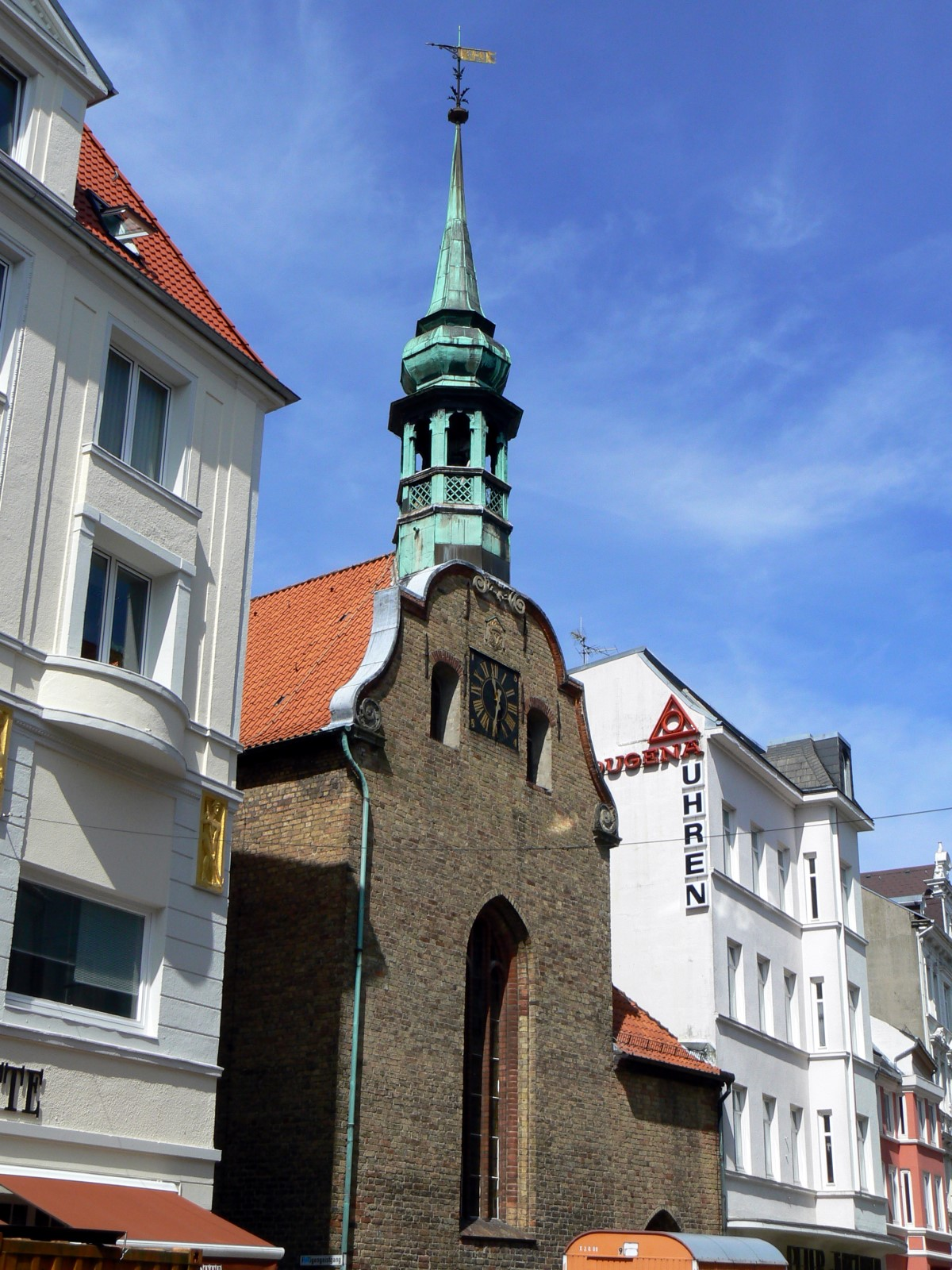
Heiliggeistkirche/Helligåndskirken

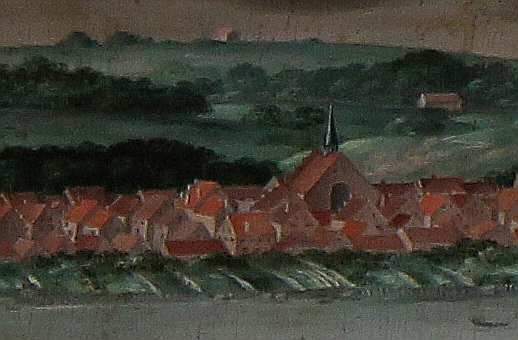
Die Heiliggeistkirche um 1591 auf dem Beyerschen Epitaph in der Flensburger Marienkirche

Die Heiliggeistkirche (deutsch) oder Helligåndskirken (dänisch) ist die Hauptkirche der evangelisch-lutherischen Dänischen Kirche in Flensburg. Die Kirche (niederdeutsch Hillig-Geist-Kark) befindet sich direkt in der Flensburger Altstadt an der Großen Straße im Marienkirchspiel.

## Geschichte
Die gotische zweischiffige Hallenkirche war die Kirche des Hospitals zum Heiligen Geist. Dieses war um 1300 gegründet worden und befand sich über mehrere Jahrhunderte im Heiligengeistgang. Das von Geistlichen aus der Stadt betreute Hospital, an dessen Leitung auch Flensburger Bürger beteiligt wurden, widmete sich der Kranken- und Altenpflege. Stiftungen Flensburger Bürger verdankte das Hospital seine materielle Basis. Seit 1325 wurden ihm die Steuerabgaben zum Teil erlassen. Ihm gehörten umfangreiche Besitzungen sowohl in der Stadt, als auch auf dem Land. Das Hospital übte zudem die Niedere Gerichtsbarkeit über die Menschen aus, die durch Schenkungen zu dessen Untergehörigen geworden waren. Als Teil des Hospitals wurde 1386 die Kirche errichtet.
Das Hospital wurde im Zuge der Reformation mit den übrigen geistlichen Stiftungen der Stadt zusammengelegt, wobei die Aktivitäten in den Räumlichkeiten des bisherigen Franziskaner-Klosters St. Katharinen am Südrand der Stadt konzentriert wurden. Für den am alten Standort verbliebenen Teil der neuen Stiftung war die Kirche viel zu groß, und ihr drohten Verfall und Abriss. Das Patronat der Kirchen im Norden der Stadt, die aus dem Marienkirchspiel stammenden Ratsleute, fand eine elegante Lösung: Die Kirche wurde als Filialkirche der Hauptkirche St. Marien zugelegt und künftig für dänischsprachige Gottesdienste genutzt. Seit der Reformation war Deutsch die Kirchensprache in der Stadt, die allerdings nicht von allen verstanden wurde. Seit 1588 werden in der Kirche Gottesdienste in dänischer Sprache gehalten.
1895 trennte sich die Kirchengemeinde Jürgensby von Adelby. Bis zur Fertigstellung der St.-Jürgen-Kirche nutzte die neue Gemeinde die Heiliggeistkirche. Im Anschluss zum Deutsch-Dänischen Krieg wurde in Flensburg außerdem eine katholische Gemeinde gegründet. Zunächst durfte die katholische Gemeinde ebenfalls in der Heiliggeistkirche ihre Gottesdienste halten, um danach eine errichtete Kapelle oberhalb der Heiliggeistkirche zu nutzen, die zum Anfang des 20. Jahrhunderts durch die heutige katholische Kirche St. Marien Schmerzhafte Mutter ersetzt wurde. Anfang Mai 1945 hatte sich die letzte Reichsregierung nach Mürwik zurückgezogen. Seit dem 8. Mai 1945 fanden die deutschsprachigen Gottesdienste der Marienkirche in der Heiliggeistkirche statt, da deutsche Truppen die größere Kirche als Notquartier belegten.
1997 wurde die Kirche der Dansk Kirke i Sydslesvig übereignet.

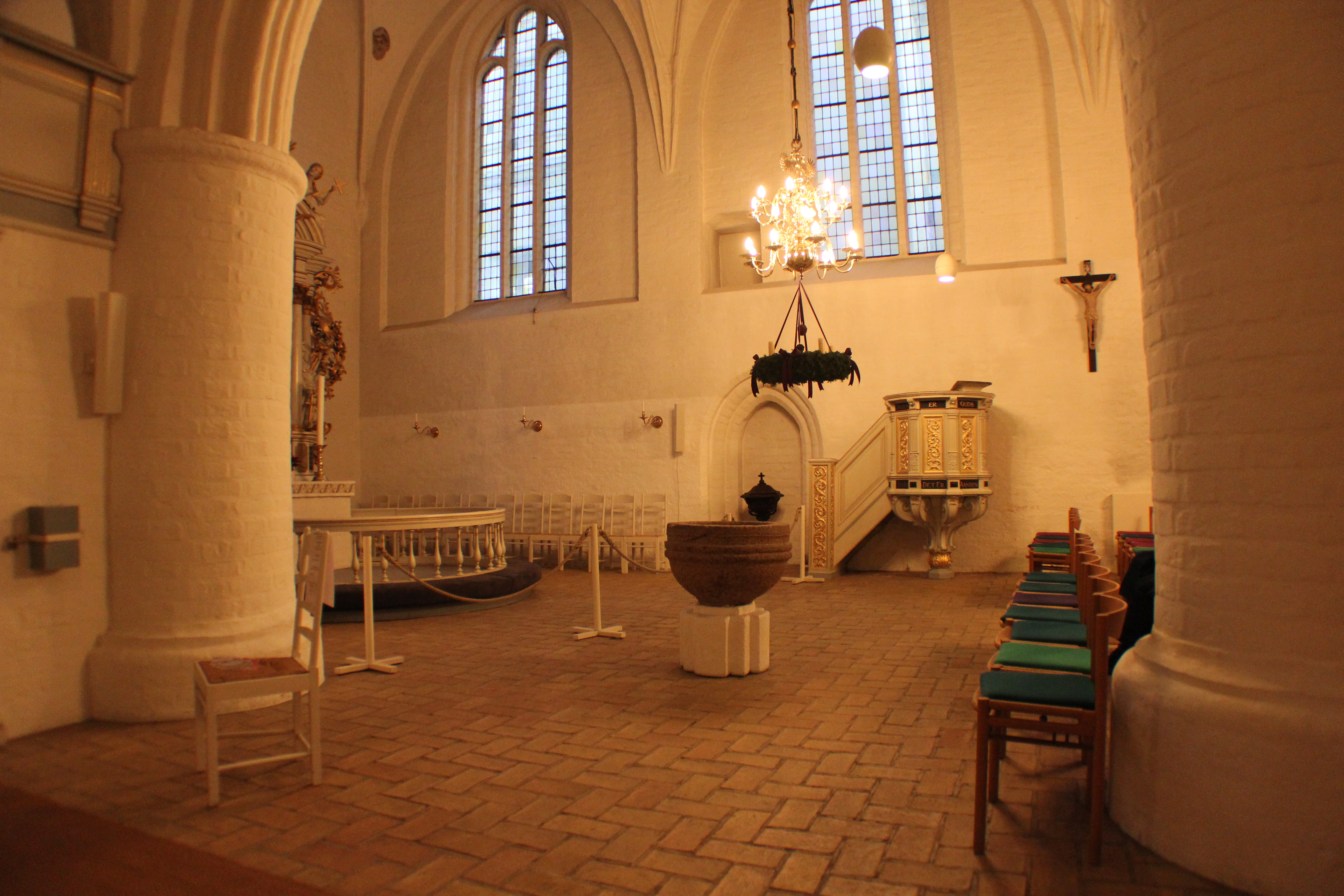
Blick vom nördlichen Seitenschiff nach Süden auf Taufstein und Kanzel.

## Architektur und Ausstattung
Die Heiliggeistkirche ist eine zweischiffige Hallenkirche, wobei das südliche Hauptschiff fast doppelt so breit ist wie das niedrigere nördliche Seitenschiff. Beide Schiffe sind eingewölbt. Bemerkenswert sind die mittelalterlichen Fresken.
Die im 20. Jahrhundert errichtete Christuskirche des Stadtteils Mürwik besitzt eine ähnliche Raumgestaltung wie die Heiliggeistkirche, so dass diese beinahe wie eine moderne Interpretation der Heiliggeistkirche wirkt.

### Fresken

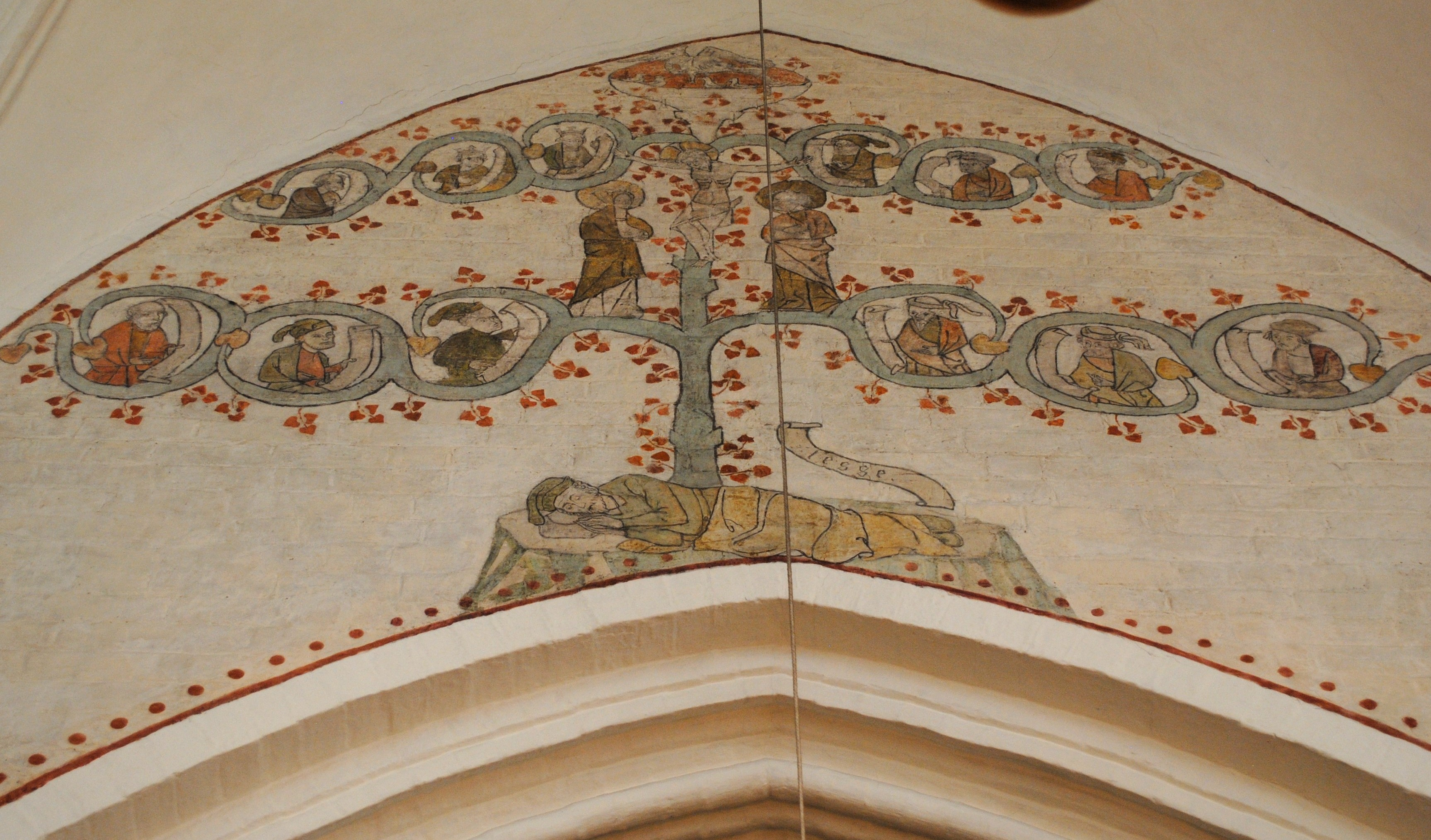
Freskenmalerei am Gewölbegaden, der Stammbaum Christi

1926 wurden bei einer Renovierung an der Ostgadenwand zwischen Haupt- und Nebenschiff unter mehr als zehn Schichten Putz Kalkmalereien aus dem 14. Jahrhundert wiederentdeckt und im folgenden Jahr mit starken Ergänzungen restauriert. Diese Fresken sind insoweit interessant, dass der Zeitpunkt der Herstellung fast zeitgleich mit der Erbauung dieser Kirche steht. Über den Maler weiß man allerdings nichts, jedoch legen die dargestellten Personen mit ihrer Kleidung die Vermutung nahe, dass die Herkunft des Künstlers in den Raum Böhmen oder Burgund festgelegt werden kann. An der Nordseite des Hauptschiffes sind auf drei Gewölbegaden seine Fresken zu sehen.
Im zweiten Joch im Hauptschiff vor dem Altar ist das Jüngste Gericht dargestellt mit dem auf dem Regenbogen thronenden Christus in der Mandorla, den Maria und Johannes der Täufer um Gnade für die Menschen bitten. Christus hebt sich mit seinem roten Mantel vor einem grünen Hintergrund deutlich ab. Als Symbol der Gnade und der Strafe gehen von seinem Mund ein Schwert und eine Lilie aus. Im dritten Joch befindet sich eine Wurzel Jesse oder auch der Stammbaum Christi. Dieses im Mittelalter häufige Motiv bezieht sich auf die Vorhersage eines Messias beim Propheten Jesaja. Jesse, den man auch Isai nannte, war der Vater König Davids und liegt hier auf der Erde vor dem Baum. Die Brustbilder in den vier Ästen sind mit einzelnen Ahnen Christi versehen. Jesus hängt als Gekreuzigter am Stamm des Baumes und wird von Maria und Johannes flankiert, wobei der Pelikan über dem Baum den sich aufopfernden Christus symbolisiert. Im vierten Joch, halb verdeckt von der Westempore, ist das grausame Martyrium des heiligen Erasmus von Antiochia dargestellt. Die Darstellung des heiligen Erasmus war in dänischen Kirchen beliebt, da dieser zu den Vierzehn Nothelfern zählte. In den Gewölbekappen sind Reste weiterer Ausmalungen zu sehen.

### Ausstattung
Ältestes Ausstattungsstück ist eine mittelalterliche Granittaufe.
Der Barock-Altar ist eine Schenkung des Ehepaares Rivesell und wurde 1719 von J. Zimmer hergestellt. Dieser spätbarocke Aufbau zeigt in seiner Predella eine Abendmahlsdarstellung. Die eher plumpen Figuren im meisterhaft geschnitzten Akanthusrahmen, die in ihren Anschwüngen eingearbeitete Putti zeigen, stellen in der Mitte die Auferstehung Jesu dar, umgeben von Tugenden. Die Tugendfiguren repräsentieren die Tapferkeit und die Hoffnung. Auf dem gesprengten Segmentgiebel flankieren die Tugendfiguren der Liebe und des Glaubens die Jahwesonne, während unter ihnen aus einer Öffnung der heilige Geist in Form einer Taube aus dem Altar zu schweben scheint.

### Schiffsmodelle

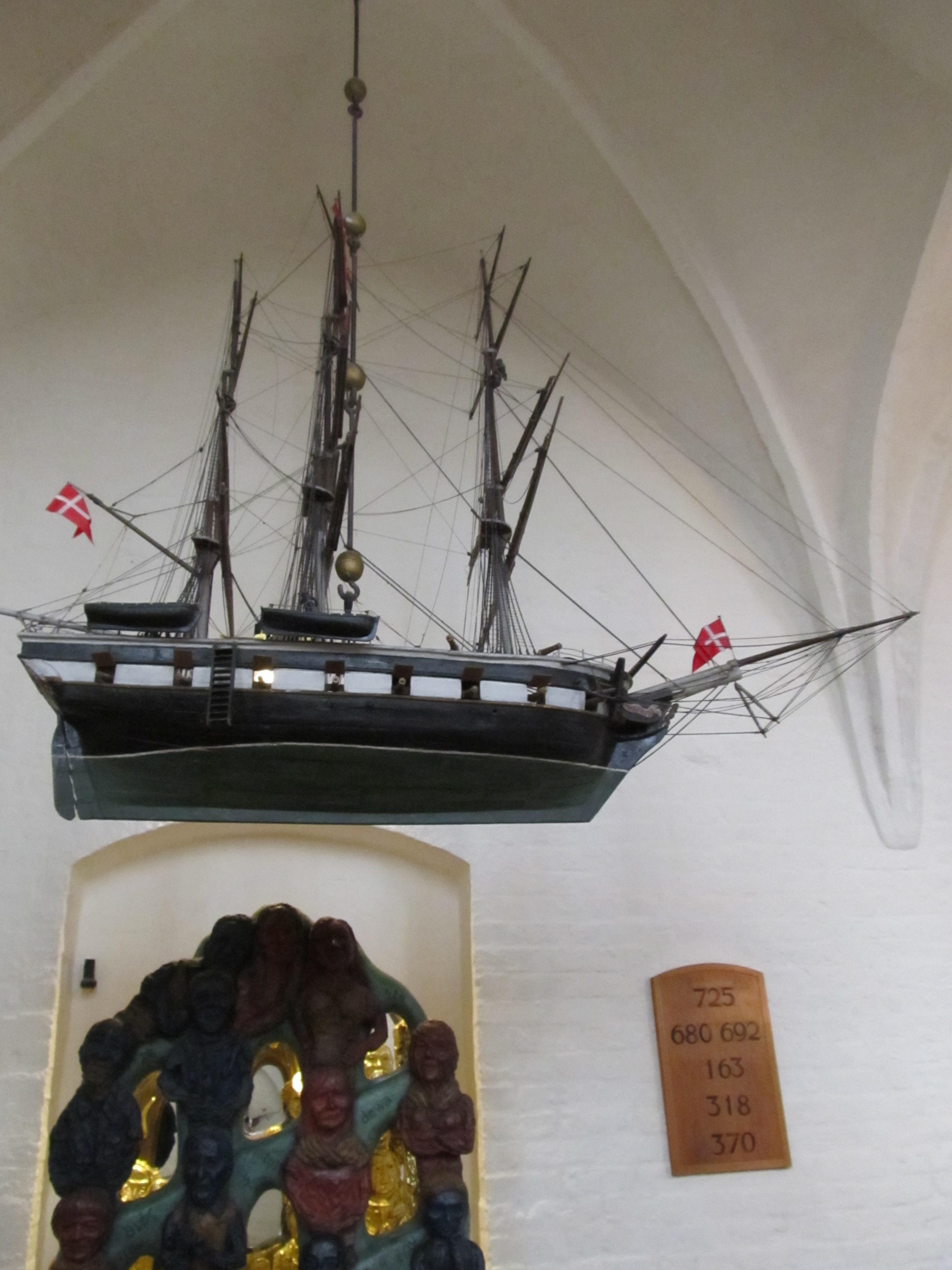
Schiffsmodell der Tordenskjold

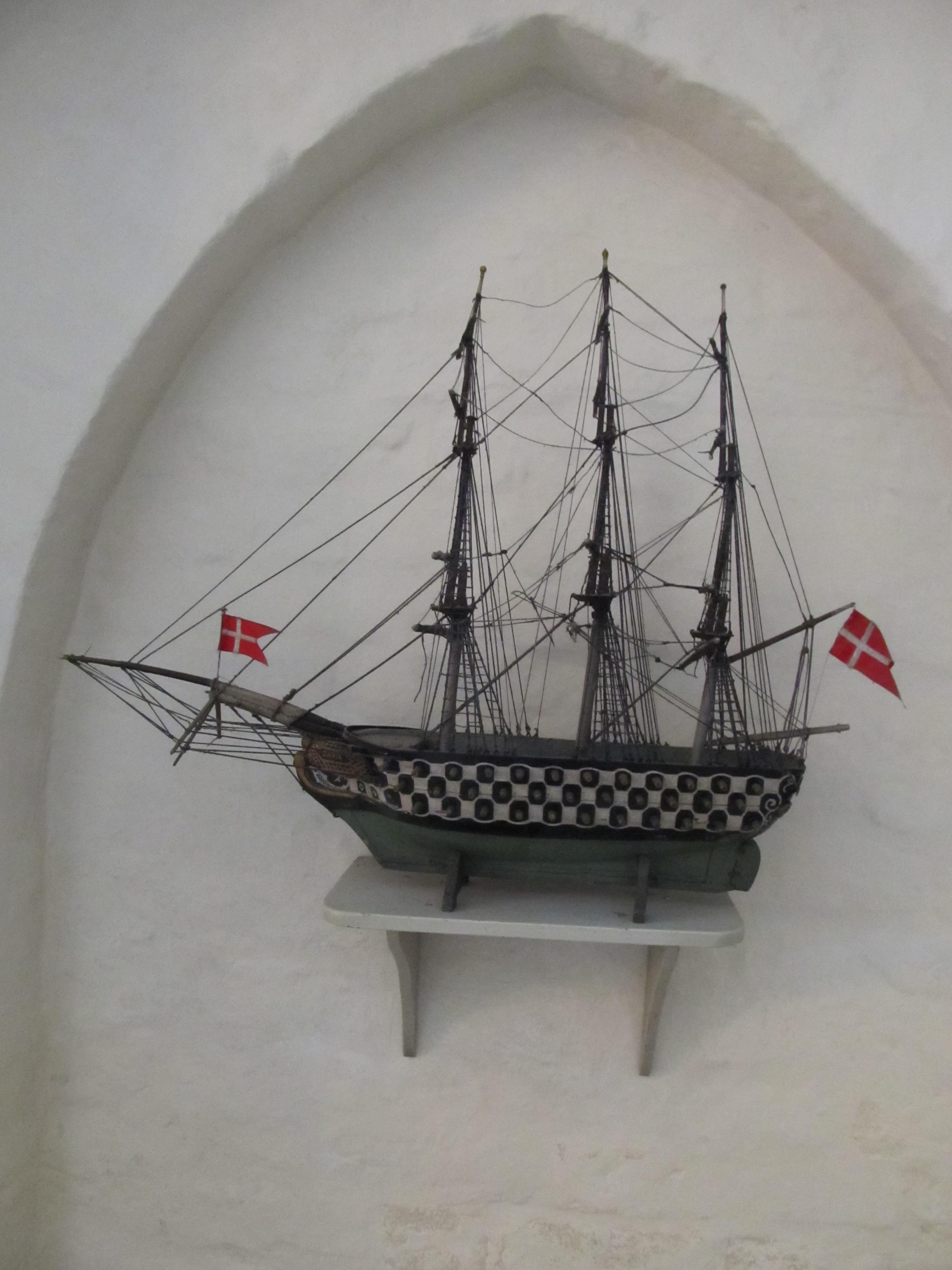
Schiffsmodell der Daria

Bei den beiden Schiffsmodellen (seit Anfang des 20. Jahrhunderts fälschlicherweise oft auch als Votivschiffe bezeichnet) handelt es sich um die 1859 gestiftete Daria sowie die 1863 der Kirche übereignete Tordenskjold. Es handelt sich dabei um ein Linienschiff sowie eine Kriegsfregatte. Das Orlogschiff Tordenskjold ist benannt nach dem norwegisch-dänischen Marineoffizier Peter Wessel (1690 bis 1720, gestorben im Duell). Wegen seines Wagemuts und Geschicks in mehreren Seeschlachten gegen die schwedische Flotte, wurde ihm 1716 ein Adelstitel sowie der Beinamen „Tordenskiold“ (ursprüngliche Schreibweise mit "i", zu deutsch: Donnerschild) verliehen, er avancierte bis heute zu einem dänischen Nationalhelden. Das rund 1,70 m lange Holzmodell eines als Vollschiff getakelten Dreimasters ist im Unterwasserbereich grün gestrichen, darüber schließt ein schwarzer Freibord mit weißem Wasserpass und Pfortengang mit acht Stückpforten auf jeder Seite an. Das Modell des Zollassistenten I. E. R. Praem aus Flensburg kam 1863 in die Kirche, die Vereinigung „Danske Vaabenbrødre“ stiftete es. Zum anderen steht in einer Wandnische ein kleineres, etwas einfacher gehaltenes Modell eines dreimastigen Dreideckers mit dem Namen Daria.
Nachdem die Renaissance-Kanzel aus der Ringering-Werkstatt zu Beginn des 20. Jahrhunderts entfernt und in die neue St.-Jürgens-Kirche überführt wurde, erhielt die Heiliggeistkirche 1927 von der dänischen Gemeinde in Chicago die heutige Kanzel geschenkt. Diese an der Westwand des Kirchenschiffes befindliche Kanzel zeigt am Korb fünf Felder, die von Pilastern flankiert werden. Die Felder sind mit einem vergoldeten Akanthusdekor versehen, das mit profilierten Holzleisten gerahmt ist. Unter und über den Feldern befindet sich ein biblischer Vers in dänischer Sprache, der sich vor einem dunklen Hintergrund golden abzeichnet. Anders dagegen die Kanzel von Heinrich Ringering, der als Tischlermeister in Flensburg eine Werkstatt hatte, und später als Bildschnitzer bezeichnet wurde. Ganz in der Nähe zu dieser Kirche, in der Roten Straße, hatte er sich ein Gelände erworben, von wo aus er seine Tätigkeiten, zum Anfang mit einem Gesellen, ausübte. Im Jahre 1602 wurde für die Heiliggeistkirche Geld für Anfertigung einer Kanzel gesammelt. Heinrich Ringering bekam den Auftrag. Im Stil der Hochrenaissance erschuf er ein Kunstwerk, das eine Augenweide für alle Besucher war. Dieses Werk ist eines der Hauptwerke seines Schaffens, das sich auch in der Flensburger Marienkirche und der Nikolaikirche in Form eines Altars und eines Orgelprospekts widerspiegelt. Leider mussten dann nach über dreihundert Jahren des Standplatzes in dieser Heiliggeistkirche, die dänische Gemeinde mit ansehen, wie dieses wunderbare Werk aus dieser Kirche genommen wurde und seinen neuen Platz in der neu gebauten Flensburger St.-Jürgen Kirche bekam.

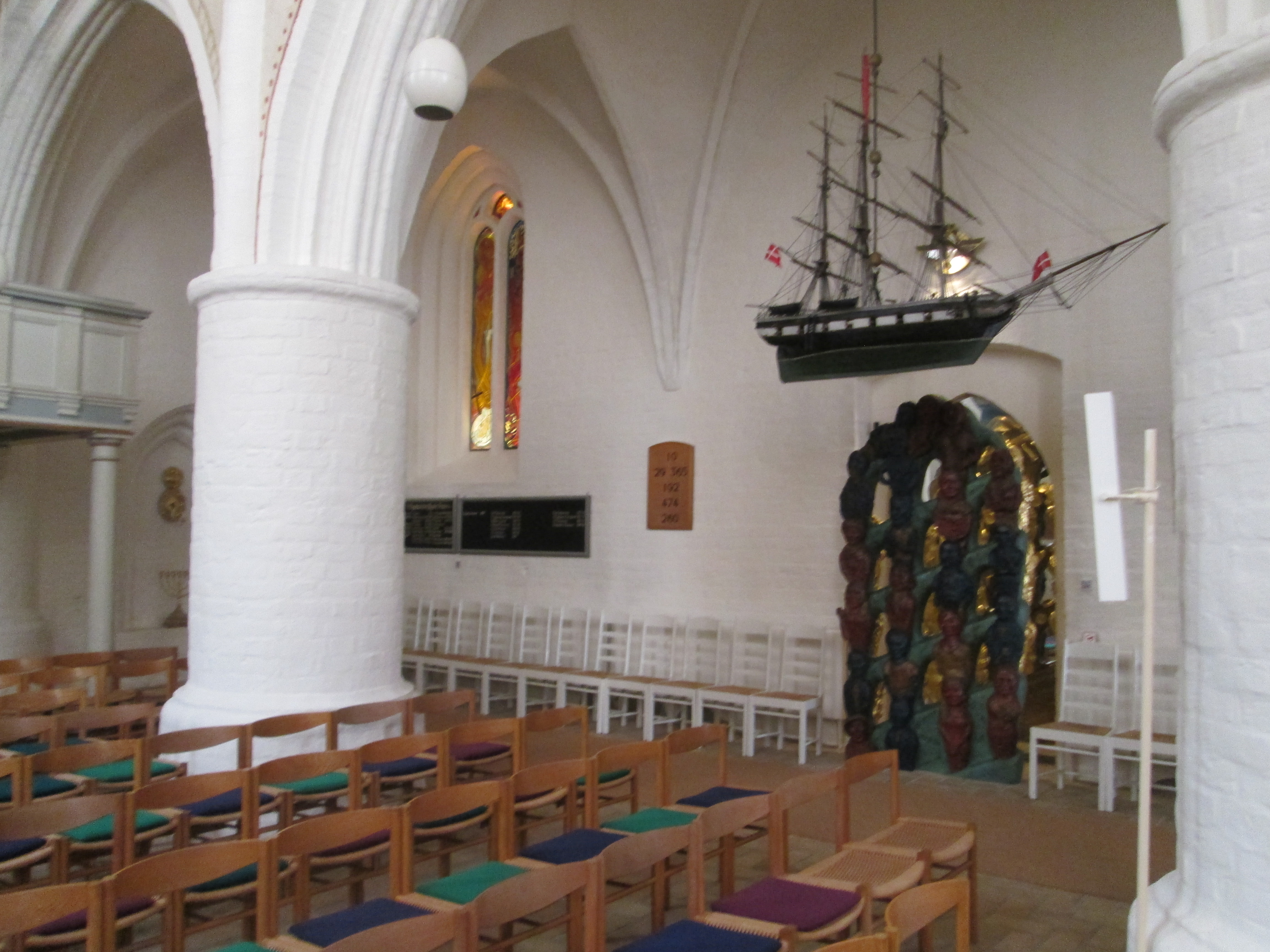
Blick nach Norden mit Teilen des 2013 Pinseport und dem Schiffsmodell der Tordenskjold

2013 wurde in der Kirche das Kunstwerk Pinseporten (Pfingsttor) des Künstlers Bjørn Nørgaard installiert. Es besteht aus drei Glasfenster in der Nordwand, die Verkündigung an Maria, Jesu Taufe und seine Erscheinung vor Thomas darstellen, ergänzt durch eine Bronzeskulptur, die auf der der Kirche zugewandten Seiten den Turm von Babel zeigt und bei dem Blick in den dahinter aufgestellten Spiegel den Betrachter in das Pfingstwunder einbezieht.

### Orgel
In der Kirche befindet sich seit 1975 eine Orgel der Firma Peter Bruhn & Søn mit 26 Registern auf drei Manualen und Pedal. Sie verfügt über Schleifladen mit mechanischer Traktur. Die Disposition ist wie folgt:
| I Rygpositiv C–g3 |            |       |
| 1.                | Trægedakt  | 8′    |
| 2.                | Principal  | 4′    |
| 3.                | Rørfløjte  | 4′    |
| 4.                | Nasat      | 2 ⁄3′ |
| 5.                | Blokfløjte | 2′    |
| 6.                | Scharf II  |       |
| 7.                | Krumhorn   | 8′    |
|                   | Tremulant  |       |

| II Hovedværk C–g3 |            |     |
| 8.                | Gedakt     | 16′ |
| 9.                | Principal  | 8′  |
| 10.               | Rørfløjte  | 8′  |
| 11.               | Oktav      | 4′  |
| 12.               | Oktav      | 2′  |
| 13.               | Cornet III |     |
| 14.               | Mixtur IV  |     |

| III Svelleværk C–g3 |            |       |
| 15.                 | Gemshorn   | 8′    |
| 16.                 | Salicet    | 4′    |
| 17.                 | Tværfløjte | 2′    |
| 18.                 | Larigot    | 1 ⁄3′ |
| 19.                 | Piccolo    | 1′    |
| 20.                 | Trompet    | 8′    |
| 21.                 | Vox Humana | 8′    |
|                     | Tremulant  |       |

| Pedal C–f1 |           |     |
| 22.        | Subbas    | 16′ |
| 23.        | Principal | 8′  |
| 24.        | Quintatøn | 4′  |
| 25.        | Oktav     | 2′  |
| 26.        | Fagot     | 16′ |

- Koppeln: I/II, III/II, I/P, II/P, III/P